# Zorzines graminivora
Zorzines graminivora är en fjärilsart som beskrevs av Inoue 1988. Zorzines graminivora ingår i släktet Zorzines och familjen nattflyn. Inga underarter finns listade i Catalogue of Life.